# Un homme et une femme
Un homme et une femme és una pel·lícula francesa dirigida per Claude Lelouch i estrenada el 1966. Protagonitzada per Anouk Aimée i Jean-Louis Trintignant.

## Argument
Explica la història d'una vídua jove, Anne (Anouk Aimée), l'últim marit de la qual (Pierre Barouh) era un especialista i va morir en un accident, i d'un vidu, Jean-Louis (Jean-Louis Trintignant), xòfer, l'esposa del qual es va suïcidar. Es coneixen a l'escola dels seus fills a Deauville. Comparteixen un viatge de tornada a Paris una nit després que Anne perdés l'últim tren, i la seva atracció mútua és immediata. La història segueix el floriment de la seva relació mentre s'enamoren malgrat les sensacions de culpabilitat d'Anne i de la pèrdua del seu marit difunt.
Després d'una nit junts a Deauville, Anne es troba incapaç ser infidel a la memòria del seu marit, i decideix deixar Jean-Louis. Mentre que ella està viatjant de nou a París amb tren, Jean-Louis corre per veure-la a l'estació, i quan ella agafa el tren se sorprèn en veure'l allà. Content en veure el seu amant, s'abracen al final de la pel·lícula.

## Repartiment
- Anouk Aimée: Anne Gauthier
- Jean-Louis Trintignant: Jean-Louis Duroc
- Pierre Barouh: Pierre Gauthier
- Valérie Lagrange: Valérie Duroc
- Simone Paris: La directrora de la pensió
- Antoine Sire: Antoine Duroc
- Souad Amidou: Françoise Gauthier
- Henri Chemin: L'altre pilot
- Yane Barry: L'amant de Jean-Louis
- Paul Le Person: Treballador d'una gasolinera
- Gérard Sire: Locutor de ràdio

## Premis i nominacions

### Premis
- Palma d'Or al Festival Internacional de Cinema de Canes 1966[4]
- Oscar a la millor pel·lícula de parla no anglesa 1967[4]
- Oscar al millor guió original[4]
- Fotogramas de Plata pel millor intèrpret estranger 1967 per Anouk Aimée[2]
- Globus d'Or a la millor pel·lícula estrangera
- Globus d'Or a la millor actriu dramàtica per Anouk Aimée

### Nominacions
- Globus d'Or al millor director per Claude Lelouch
- Globus d'Or a la millor banda sonora original per Francis Lai
- Globus d'Or a la millor cançó original a Francis Lai (música) i Pierre Barouh (lletra) per la cançó "A Man and a Woman".

## Al voltant de la pel·lícula
- El 1965, Claude Lelouch va realitzar Les Grands Moments que va ser un fracàs. « Quan això va malament, diu, vaig a Deauville. Era el 13 de setembre… caminava doncs sobre la platja i molt lluny - feia molt mal temps aquell dia - he vist una dona que caminava també. De molt lluny, semblava molt molt bonica. I hi havia una petita noia que jugava al costat d'ella. Intentava acostar-me a aquesta senyora... i tot acostant-me intentava trobar una explicació... Les idees venien així, i, tot caminant, vaig escriure la història d'Un homme et une femme... »
- Claude Lelouch va realitzar una continuació el 1986: Un homme et une femme: Vingt ans déjà i el 2019 amb Els anys més bells d'una vida, amb els mateixos protagonistes, interpretats també per Jean-Louis Trintignant i Anouk Aimée,[5] que suposar els últims papers cinematogràfics de tots dos, que es va projectar fora de competició al festival de Canes.[2]